# Asikkala
Asikkala è un comune finlandese di 8014 abitanti, situato nella regione del Päijät-Häme.

## Politica
Risultati delle elezioni parlamentari del 2011 ad Asikkala:
- Veri Finlandesi  26,8%
- Partito di Centro Finlandese  20,8%
- Partito di Coalizione Nazionale  20,5%
- Partito Socialdemocratico Finlandese  15,2%
- Democratici Cristiani Finlandesi  8,1%
- Alleanza di Sinistra  4,0%
- Lega Verde  3,7%

## Infrastrutture e trasporti

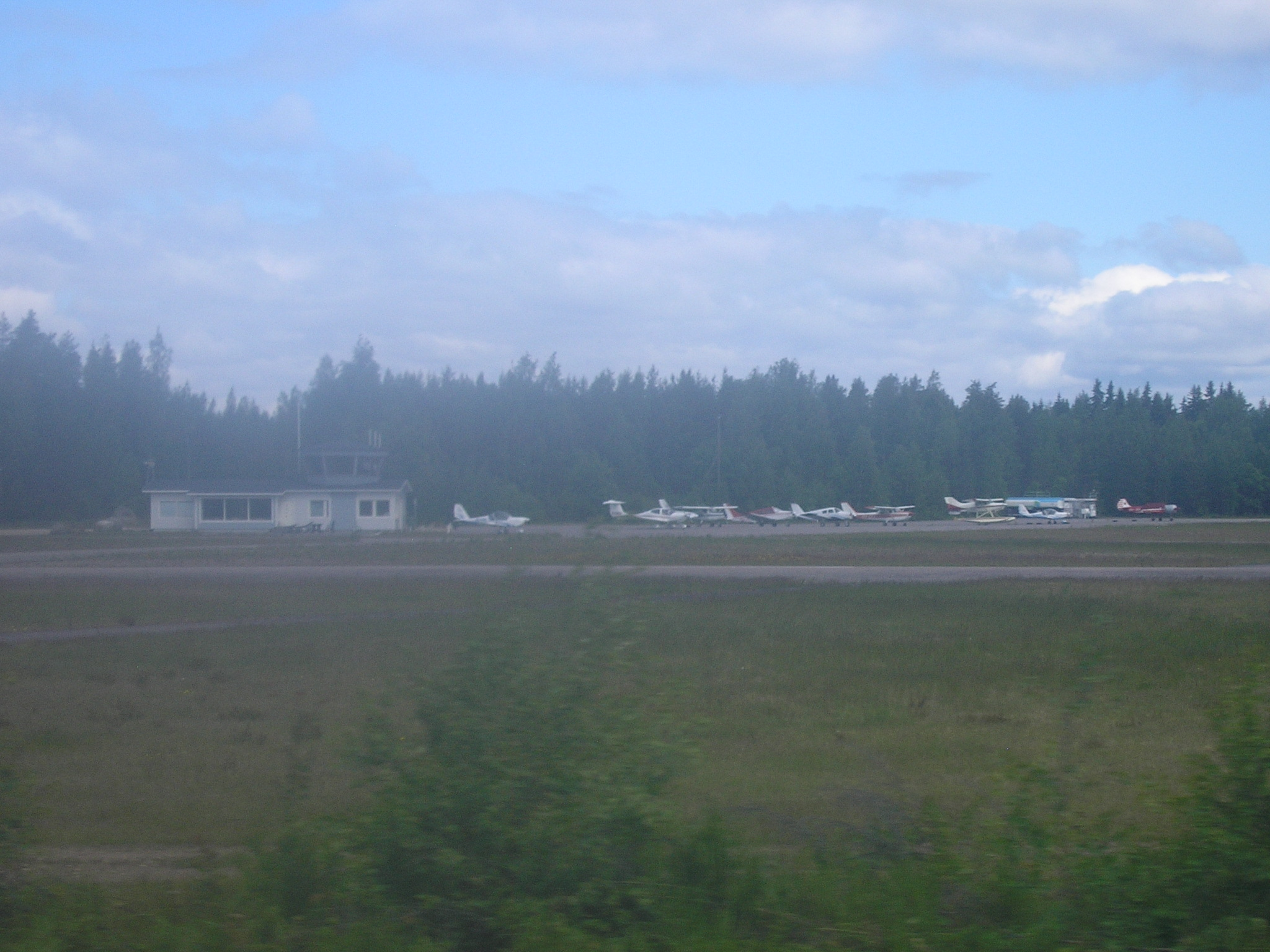
L'aeroporto di Lahti-Vesivehmaa.

All'interno del territorio comunale è situato l'aeroporto di Lahti-Vesivehmaa (ICAO:EFLA), aperto al traffico civile dell'aviazione generale e già base aerea militare della Suomen ilmavoimat durante la seconda guerra mondiale. All'interno dell'aeroporto è situato il museo privato Päijät-Hämeen ilmailumuseo (museo aeronautico del Päijät-Häme).